# Аполлинария (преподобная)
Преподо́бная Аполлина́рия (умерла в 470) — христианская святая, жившая в Римской империи в V веке.

## Биография
Согласно житию, была дочерью префекта Флавия Антемия, фактического правителя Восточной Римской империи в годы малолетства Феодосия II.
Отказалась вступить в брак и отправилась в паломничество по святым местам. Находясь в Александрии, скрылась от слуг, переоделась в иноческую одежду и бежала в некое болотистое место, где подвизалась в посте и молитве.
Затем направилась в скит к святому Макарию Египетскому, где назвалась иноком Дорофеем и жила некоторое время, продолжая монашеские подвиги. Незадолго до смерти посетила своих родителей, чтобы исцелить бесноватую сестру, и открыла им свою тайну.
Скончалась в 470 году и была погребена в пещере на территории обители святого Макария.

## Почитание
В Русской православной церкви память святой совершается 5 (18) января.